# Paradistichocera kyrbyi
Paradistichocera kyrbyi är en skalbaggsart som först beskrevs av Newman 1851.  Paradistichocera kyrbyi ingår i släktet Paradistichocera och familjen långhorningar. Inga underarter finns listade i Catalogue of Life.